# Maquis (album)
Maquis is een album van de Belgische punkgroep Red Zebra uit 1983. De plaat verscheen bij Parsley.
In 2002 verscheen een geremasterde versie.

## Nummers
Kant 1
1. Polar Club
2. Search Party
3. The Beauty of the Beast
4. Beirut by Night

Kant 2
1. "Lust"
2. Paradise Lost
3. "Mice and Men"
4. Celebrity City
5. Montenegro

## Meewerkende artiesten
Producer
- Jean-Marie Aerts

Muzikanten
- Ann Tuts (achtergrondzang)
- Chery Derycke (basgitaar)
- Geert Maertens (gitaar)
- Jan Weuts (trompet)
- Johan Isselée (drums)
- Peter Slabbynck (zang)
- Pieter Vreede (basgitaar)